# 하이메스카리아속
하이메스카리아속(Haemescharia)은 진정홍조강 돌가사리목에 속하는 홍조류 속의 하나이다. 하이메스카리아과(Haemeschariaceae)의 유일속이며 2종으로 이루어져 있다.

## 하위 종
- Haemescharia hennedyi
- Haemescharia polygyna